# Stanislaus-Kostka-Kathedrale

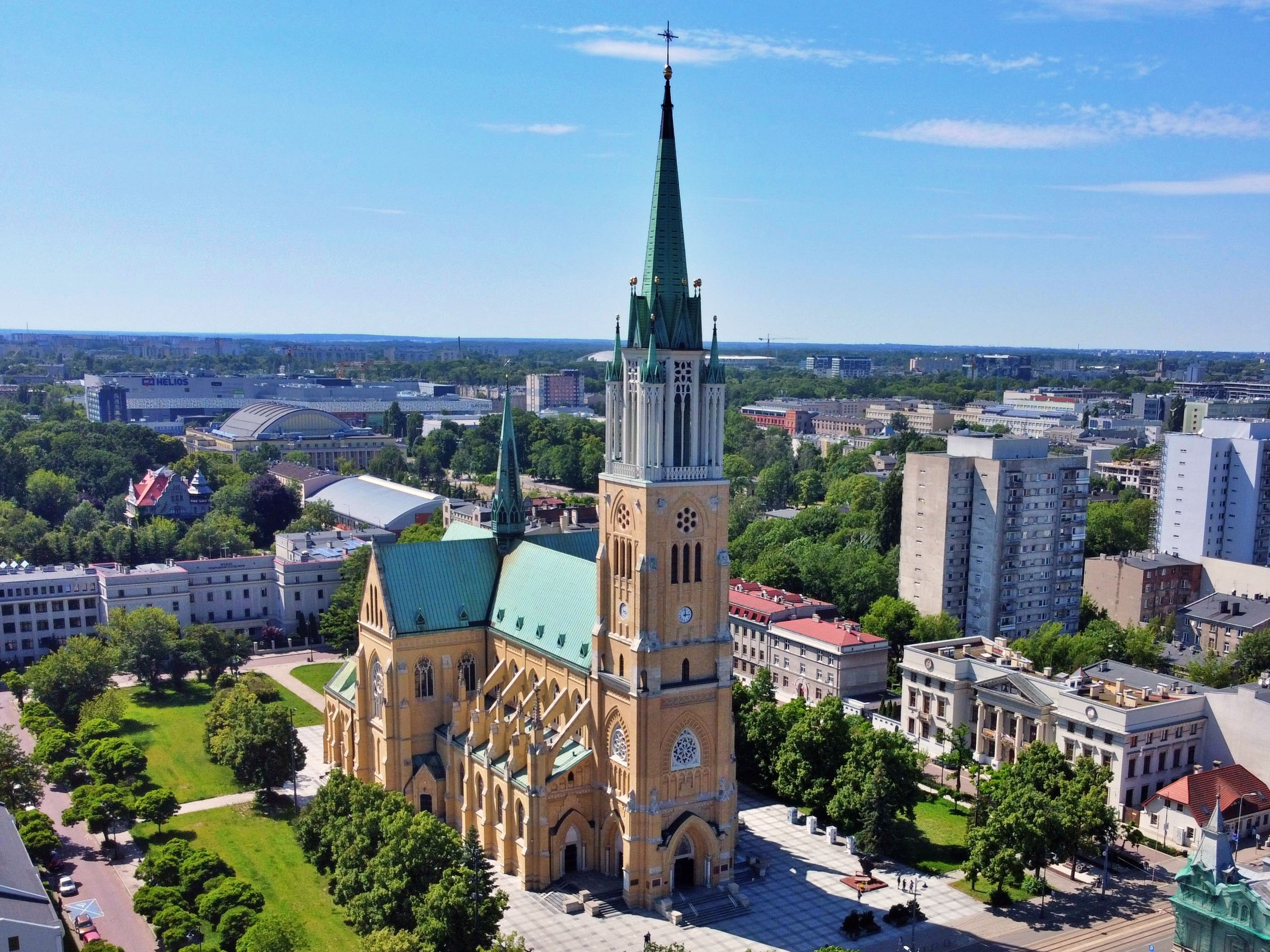
Stanislaus-Kostka-Kathedrale

Die Stanislaus-Kostka-Kathedrale von Łódź ist die römisch-katholische Kathedrale des Erzbistums Lodz. Die neugotische Kirche aus dem Jahr 1912 ist dem hl. Stanislaus Kostka gewidmet und trägt zusätzlich den Titel einer Basilica minor.

## Geschichte
Mit der Industrialisierung speziell der Textilwirtschaft wuchs das damals russisch verwaltete Łódz zum Ende des 19. Jahrhunderts auf mehr als 200.000 Einwohner, von der etwa die Hälfte Katholiken waren. So wurde die Heiligkreuzkirche 1888 fertiggestellt, Mariä-Himmelfahrt im Jahr 1897. Neben der verlegten Josefskirche wurde der Bau einer vierten Kirche beschlossen. Dazu wurde 1898 ein offener, internationaler Architekturwettbewerb ausgeschrieben. Danach wurde der Entwurf der Łódzer Firma Wende und Zarske unter Beteiligung des deutschen Architekten Emil Zillmann 1900 im Innenministerium in St. Petersburg genehmigt. Die Grundsteinlegung erfolgte durch den Erzbischof von Warschau, Wincenty Teofil Popiel, am 16. Juni 1901. Mit dem Stahlbetongewölbe über der Kirche wurde der Bau 1911 abgeschlossen, 1912 wurden die Altäre geweiht. Nach der Unabhängigkeit Polens 1919 wurde durch Papst Benedikt XV. das Bistum Lodz geschaffen und die Kirche St. Stanisława Kostka wurde zum Dom erhoben. Die Kirche wurde mit Vollendung des Turms mit einer Höhe von 104 Metern 1927 fertiggestellt, was sie zur heute vierthöchsten Kirche Polens macht.
Im Zweiten Weltkrieg begannen die Besatzungsbehörden 1941 die Verfolgung der römisch-katholischen Kirche. Die Kathedrale wurde geschlossen, ausgeraubt und in ein militärisches Depot umgewandelt. Die Glasmalerei wurde zerstört, die größte Glocke der Kathedrale wurde geplündert. Nach der Befreiung von der deutschen Besatzung wurde die Kathedrale umfassend renoviert. 
Ein Feuer verzehrte 1971 das Dach des Doms vollständig. Herabfallender Putz und hohe Temperatur verursachten Schäden an den Gewölben und der Ausstattung wie der Orgel, die als Abschluss der Kirchenrenovierung am 3. September 1978 durch einen Neubau der Firma Eisenbarth aus Passau ersetzt wurde.
Am 13. Juni 1987 besuchte Johannes Paul II. die Kathedrale, er gab ihr 1989 den Titel einer Basilica minor.

## Architektur

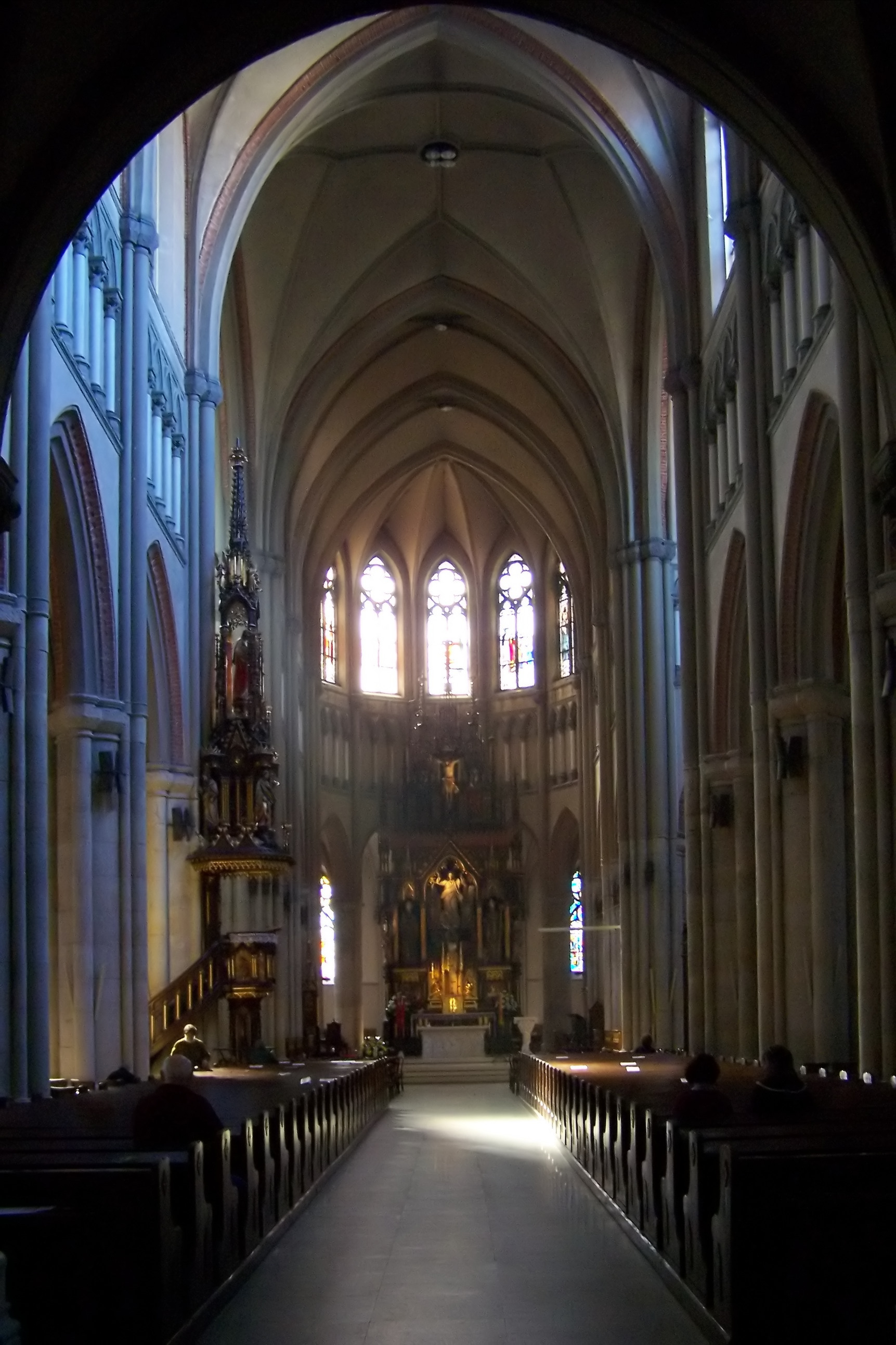
Innenraum der Kathedrale

Die dreischiffige Basilika mit fünf Jochen im Langhaus besitzt ein Querschiff und einen dreijochigen Chor mit Chorumgang. Das Gewölbe ist in Kreuzrippenform ausgeführt. Der quadratische Turm steht im Westen. Außerhalb der Kirche fangen Strebepfeiler und Strebebögen den Gewölbeschub auf. Der Chor, das Querschiff und das Langhaus sind mit Satteldächern mit einer pyramidenförmigen Spitze auf dem Vierungsturm bedeckt. Der Kirchturm ist in vier Stockwerke unterteilt, das oberste moderne, achteckige hat durchbrochene Wandflächen, ist mit einem pyramidenförmigen Helm bekrönt und von vier Ecktürmen flankiert.